# ایزالامی ۲۸۲۰
سیارک ۲۸۲۰ (به انگلیسی: 2820 Iisalmi، نامگذاری:1942RU) دو هزار و هشتصد و بیستمین سیارک کشف شده‌است که در ۸ سپتامبر ۱۹۴۲ کشف شد.
قدر مطلق سیارک برابر ۱۲٫۹۰ است.